# Mike Wieringo
Michael « Mike » Wieringo (né le 24 juin 1963 – mort le 12 août 2007) est un dessinateur de comics américain.

## Carrière
Il se fait d'abord connaître dans l'industrie du comic-book pour son travail chez DC Comics sur The Flash avec le scénariste Mark Waid au début des années 90. Après son court passage sur cette série, Wieringo travaille brièvement sur un autre titre DC, Robin avec le scénariste Chuck Dixon, avant de quitter DC pour Marvel Comics. 
Chez Marvel, Wieringo travaille initialement sur des projets courts (Avengers #400, une mini-série Rogue) avant de finalement devenir l'artiste régulier de The Sensational Spider-Man avec le scénariste Todd Dezago.
Après Spider-Man, le projet suivant de Wieringo est publié par Image Comics où il fait à nouveau équipe avec Dezago sur leur propre série de fantaisie : Tellos. Cette série ne remporte pas un grand succès au niveau des ventes et Wieringo retourne chez DC Comics pour réaliser des épisodes de Adventures of Superman avec le scénariste Joe Casey.
En 2002, Wieringo revient chez Marvel et est de nouveau associé à Mark Waid, cette fois sur les Fantastic Four. Ils entament un passage salué sur ce titre, si populaire que Marvel doit revenir sur sa décision d'arrêter leur duo pour laisser place à Marvel Knights 4, série censée être plus adulte. Les deux séries cohabitent finalement et Waid et Wieringo finissent leur passage sur Fantastic Four début 2005.
Il travaille ensuite sur une nouvelle série Spider-Man baptisée Friendly Neighborhood Spider-Man avec le scénariste Peter David, à partir de fin 2005, puis une sur une mini-série Spider-Man/Fantastic Four avec Jeff Parker.
Mike Wieringo est décédé, à 44 ans, des suites d'une crise cardiaque.

## Publications en français
- Tellos n°1 à 3 (Semic collection « Semic Books », 2001-2002)
- Fantastic Four (scénario de Mark Waid, Panini collection « Marvel Deluxe »)

1. L'Appel des ténèbres (2005)
2. Coup de force (2006)